# Challenger ATP de Chicago 2024
El torneo Chicago Men's Challenger 2024 fue un torneo de tenis perteneció al ATP Challenger Tour 2024 en la categoría Challenger 75. Se trató de la 3ª edición; el torneo tuvo lugar en la ciudad de Chicago (Estados Unidos), desde el 22 hasta el 28 de julio de 2024 sobre pista dura al aire libre.

## Jugadores participantes del cuadro de individuales
| Preclasificado | País                                  | Jugador          | Rank1 | Posición en el torneo |
| 1              | Bandera de Francia                    | Térence Atmane   | 120   | Segunda ronda         |
| 2              | Bandera de Francia                    | Benjamin Bonzi   | 136   | Primera ronda         |
| 3              | Bandera de Francia                    | Hugo Grenier     | 164   | Cuartos de final      |
| 4              | Bandera de Canadá                     | Gabriel Diallo   | 165   | CAMPEÓN               |
| 5              | Bandera de Canadá                     | Alexis Galarneau | 167   | Primera ronda         |
| 6              | Bandera de la República Popular China | Bu Yunchaokete   | 174   | FINAL                 |
| 7              | Bandera de Hong Kong                  | Coleman Wong     | 179   | Primera ronda         |
| 8              | Bandera de Corea del Sur              | Hong Seong-chan  | 181   | Cuartos de final      |

- 1 Se ha tomado en cuenta el ranking del 15 de julio de 2024.

### Otros participantes
Los siguientes jugadores recibieron una invitación (wild card), por lo tanto ingresan directamente al cuadro principal (WC):
- Nishesh Basavareddy
- Andrew Fenty
- Learner Tien

Los siguientes jugadores ingresan al cuadro principal tras disputar el cuadro clasificatorio (Q):
- Jacob Fearnley
- Mark Lajal
- Aidan Mayo
- James Trotter
- Wu Tung-lin
- Michael Zheng

## Campeones

### Individual Masculino
- Gabriel Diallo derrotó en la final a  Bu Yunchaokete por 6–3, 7–6(3)

### Dobles Masculino
- Luke Saville /  Li Tu derrotaron en la final  Mac Kiger /  Benjamin Sigouin por 6–4, 3–6, [10–3]